# رون جونستون (متسابق دراجات نارية)
رون جونستون (بالإنجليزية: Ron Johnston)‏ هو متسابق دراجات نارية نيوزيلندي، ولد في 31 ديسمبر 1930 في دنيدن في نيوزيلندا، وتوفي في 28 يوليو 2014.